# Ingi Bauer

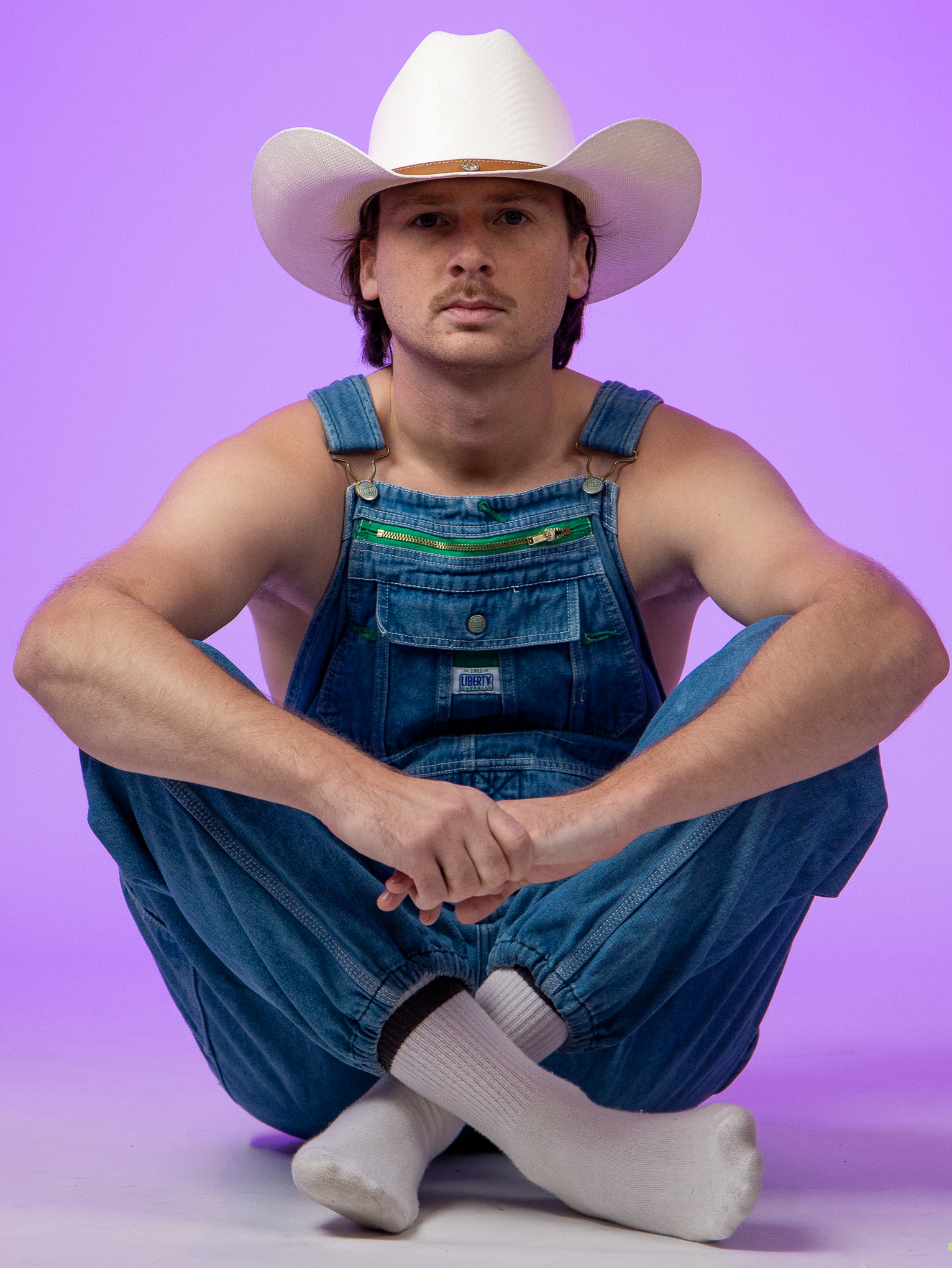
Ingi Bauer (2022)

Ingi Þór Garðarsson (* 10. Juni 1992 in Hafnarfjörður), besser bekannt unter seinem Künstlernamen Ingi Bauer, ist ein isländischer Musiker, DJ, Musikproduzent, Songwriter und Webvideoproduzent als Mitglied des YouTube-Kanals Ice Cold. Seine Musik ist großteils dem EDM und darin Dance und ähnlichen Musikrichtungen zuzuordnen, beinhaltet aber auch Rap.

## Werdegang
Ingi Bauer ist in Hafnarfjörður geboren und aufgewachsen. In der Schule lernte er dort seinen Freund Stefán Atla kennen, mit dem er später den YouTube-Kanal Ice Cold startete. Anschließend begann Ingi mit der Veröffentlichung von Musik auf SoundCloud.
Zu Bauers bekanntesten Liedern gehört das Lied „Upp Til Hópa“, das er mit dem Rapper Herra Hnetusmjör veröffentlichte. Dieses Lied wurde jedoch sowohl bei den FM957 Listeners' Awards als auch bei den Icelandic Music Awards 2019 als Lied des Jahres nominiert. In den letzten Jahren veröffentlichte er regelmäßig Songs und zwei Alben, darunter auch sein Album Bau Air, das bei den Listeners Awards von FM957 als Album des Jahres 2022 nominiert wurde.
Ingi Bauers Musik wurde ab 2019 bis 2022 von Sony Music, davor und seitdem meist vom isländischen Label Alda Music veröffentlicht.

## Ice Cold
2011 gründete Ingi Bauer zusammen mit ihrem Freund Stefán Atla den YouTube-Kanal Ice Cold. Inhalte des Kanals waren Vlogs, Kurzfilme und isländischsprachige Coverversionen internationaler Lieder.
Als das Videospiel Fortnite veröffentlicht wurde, begannen sie auch mit Streaming.
Im Jahr 2021 beschlossen Ingi und Stefán, den Ice Cold-Kanal zu beenden und sich auf ihre Solo-Karrieren zu konzentrieren.

## Diskographie

### Alben
- 2021 – Bau Air[6]
- 2022 – ÁST[7]

### EPs
- 2022 – Menntaskóla Ást <3
- 2023 – VÆBAUER (mit Væb)

### Singles
- 2018 – „Spurðu Um Mig“ (Ingi Bauer Remix)
- 2018 – „Upp Til Hópa“ (mit Herra Hnetusmjör)
- 2019 – „Ísbíllinn“ (mit Ezekiel Carl)
- 2019 – „Taka Meira Út“ (mit Birgi Hákon)
- 2019 – „Dicks“ (mit Séra Bjössi)
- 2019 – „Stjörnur“ (mit Chase Anthony und Páll Óskar)
- 2019 – „Áttavilltur“ (mit Ezekiel Carl und Chase Anthony)
- 2019 – „Moshpit“ (mit Show-Menn)
- 2019 – „Sleðalestin“ (mit Luigi)
- 2020 – „Djamm Í Kvöld“ (mit Steindinn okkar, Ásgeir Orra, SZK, Séra Bjössi, Birgir Hákon, Luigi, THØR und Bjørn)
- 2020 – „Undir Mistilteini“ (mit Agli Ploder & Svala)
- 2020 – „Faðir Vor“ (mit Séra Bjössi)
- 2021 – „Til Baka“
- 2021 – „Rangur Maður“
- 2021 – „Veiðimaður“ (mit THØR & Bjørn)
- 2021 – „Ólíkar Týpur“ (mit Reynir)
- 2021 – „Gústi Jr.“ (mit Gústi B)
- 2021 – „Sick Áramót“
- 2022 – „Hvar ert þú?“ (mit SviMA)
- 2022 – „Í Larí Lei“ (mit THØR)
- 2023 – „OFBOÐSLEGA FRÆGUR“ (mit Væb)
- 2023 – „Ein Í Nótt“ (mit Svala)
- 2023 – „Helgi Björns“ (mit Helgi Björns)
- 2023 – Tekíla (mit Séra Bjössi)
- 2023 – Fokkt á klúbbnum (mit Big Sexy)
- 2024–2024 (mit Big Sexy und jónbjarni)
- 2024 – ALDREI ÚTAF KLÚBBNUM (mit Big Sexy)

### Als Songwriter und Produzent
Als Songwriter und Produzent arbeitete Garðarsson an vielen Songs mit, darunter auch an Róa, dem Beitrag seiner Kollegen Væb für den Söngvakeppnin 2025, den isländischen Vorentscheid zum Eurovision Song Contest 2025, welchen der Song gewann, wodurch er Island beim ESC 2025 vertrat. Der Song konnte sich für das Finale qualifizieren und erreichte den 25. Platz.